# 新都廣場

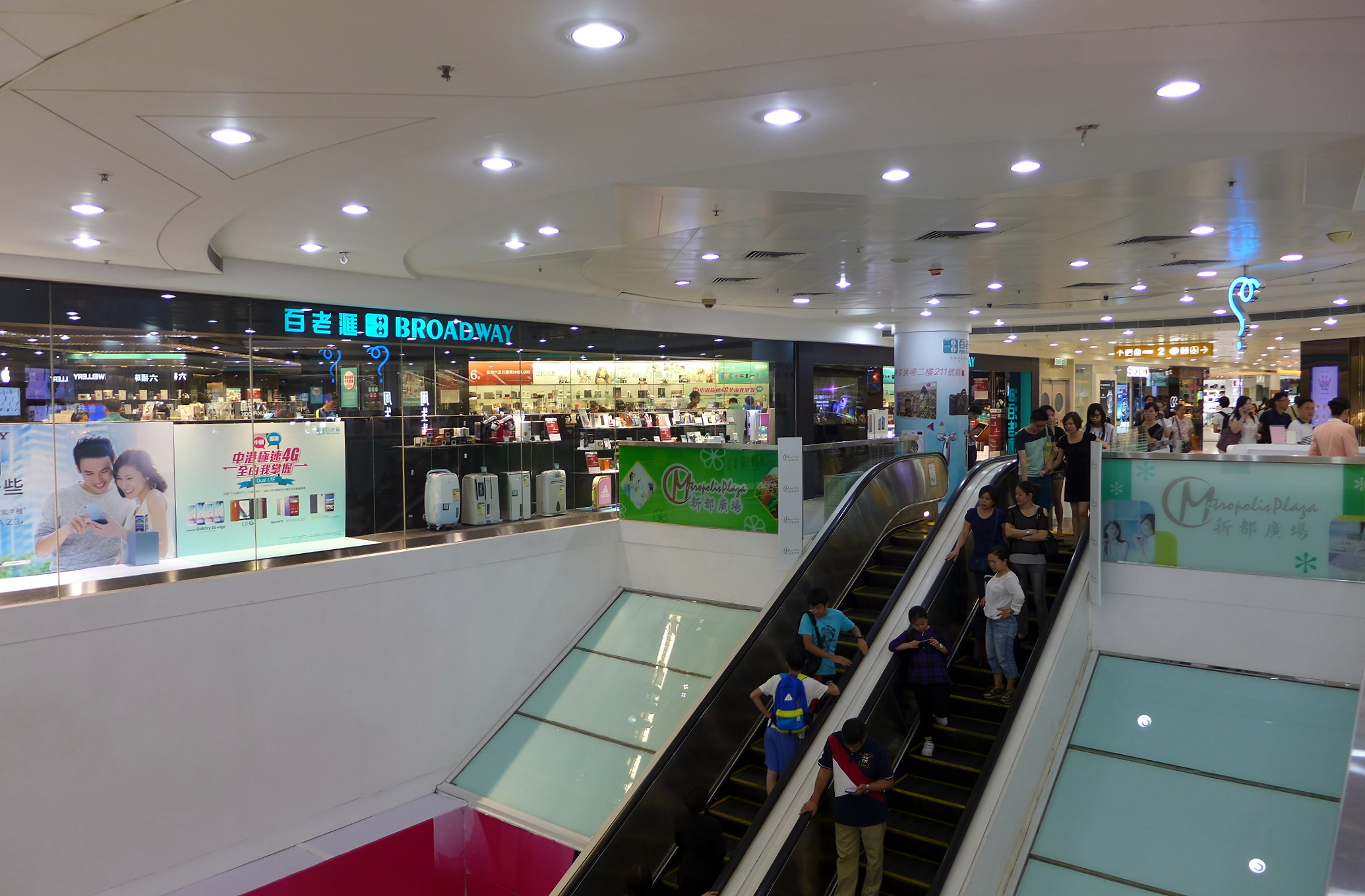
新都廣場商場中庭

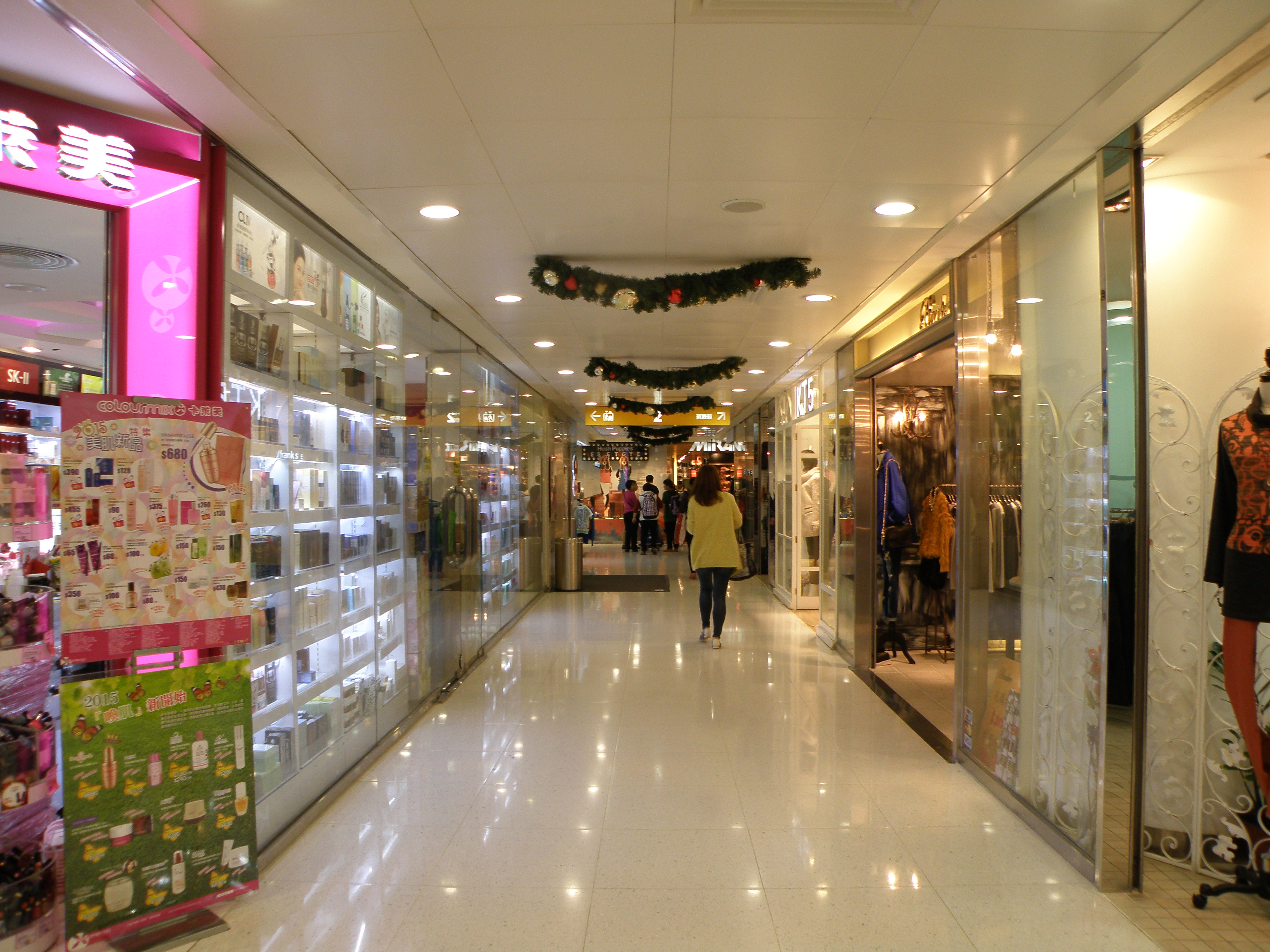
新都廣場商場通道

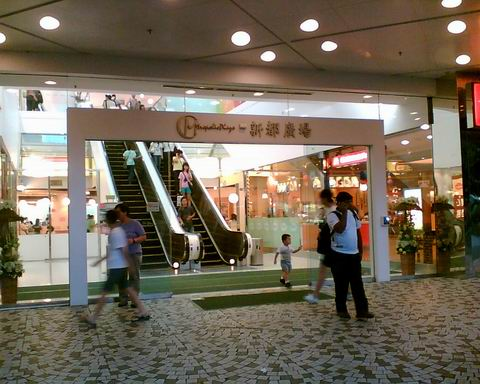
2006年的新都廣場商場地下入口，右方為於1993年1月開業的麥當勞（新界北區首間分店）已在2016年2月結業，改為萬寧

新都廣場（英語：Metropolis Plaza）位於香港新界北區上水龍運街8號，是一個私人屋苑，佔地逾9萬平方呎。其位置是現時上水各個商場連接天橋的中心點，而且附近有多個主要建築，是上水居民必經之地。項目由新鴻基地產負責發展，由旗下明輝建築承建，由林陳建築師事務所設計，於1992年落成，原址是上水菜園村的一部份。

## 地理位置
現時整個上水，人流最暢旺的地區，主要是多個商場相互連接的地方，當中包括上水廣場、上水中心及龍豐廣場。新都廣場位於這個區域的核心，鄰近石湖墟市政大廈、北區大會堂等，加上是該區第一個較現代化的大型商場，因此初建成時人流極多。

## 發展
隨著連接港鐵東鐵綫上水站的上水中心於1993年建成，及更大型的上水廣場落成後，新都廣場人流明顯減少。雖然如此，由於它的地理位置較佳，加上是多個大型商場的連接中心，因此在經過多次翻新後，仍然是上水一個重要的地標。自2003年實施港澳個人遊（自由行）後，商場人流特別是中國內地旅客大幅度增加。

## 商場
新都廣場由兩層商場組成，連接其餘商場的行人天橋位於2樓，地下則由零售（藥房、NIKE、莎莎、萬寧）、屈臣氏及食肆大家樂、大班麵包西餅（2001年開業，已結業）、美心西餅兩間連鎖麵包店佔據。2樓以時裝、鐘錶及電器店為主，包括bossini、double Park、馬拉松、百老匯、豐澤、眼鏡88、Columbia、時間廊、周大福、VANS、Catalog、colourmix、屈臣史以吸引內地自由行旅客，居民大嘆購物選擇愈來愈單一。由於商場內沒有大的中庭空間而只有密集的商店，因此不能透過舉辦大型活動來增加人流。

## 住宅
- 新都廣場設有3座住宅大廈，樓高27層。
- 3樓為平台花園，設有一個非標準游泳池供住戶使用。
- 地下設有兩個單車場，供住戶停泊單車。

## 行人天橋
- 新都廣場共有三條行人天橋連接，分別來往上水廣場、龍豐廣場和上水中心。
  - 通往上水廣場之行人天橋亦可到上水站。

## 附近設施

### 購物商場
- 上水廣場
- 上水中心
- 龍豐廣場
- 上水名都
- 上水匯

### 社區設施
- 上水花園
- 北區公園
- 石湖墟街市
- 北區大會堂
- 上水公共圖書館

## 外部連結
- 新都廣場簡介（页面存档备份，存于） - 新鴻基地產
- 新都廣場 （页面存档备份，存于）